# Manitoba Census Division No. 22
Die Census Division No. 22 in der kanadischen Provinz Manitoba gehört zur Northern Region. Sie hat eine Fläche von 92.068,5 km² und 42.165 Einwohner (Stand: 2016). 2011 betrug die Einwohnerzahl 40.923.

## Census Subdivisions
Im Folgenden die "Census Subdivisions" („Zensus-Untergliederungen“) der Division No. 22 mit Stand vom Census 2016.
- Cross Lake 19 (Indian reserve)
- Cross Lake 19A (Indian reserve)
- Cross Lake 19E (Indian reserve)
- Division No. 22, Unorganized (Unorganized)
- Garden Hill First Nation (Indian reserve)
- God’s Lake 23 (Indian reserve)
- God’s River 86A (Indian reserve)
- Ilford (Indian Settlement)
- Mooseocoot (Indian reserve)
- Mystery Lake (Local government district)
- Nelson House 170 (Indian reserve)
- Norway House 17 (Indian reserve)
- Oxford House 24 (Indian reserve)
- Red Sucker Lake 1976 (Indian reserve)
- Split Lake (Part) 171 (Indian reserve)
- St. Theresa Point (Indian reserve)
- Thompson (City)
- Wasagamack (Indian reserve)
- York Landing (Indian reserve)